# (15572) 2000 GH65
2000 جي إتش 65 (ويعرف أيضًا باسم (15572) 2000 جي إتش 65 وفق تسمية الكوكب الصغير) (بالإنجليزية: 2000 GH65)‏ هو كويكب ضمن حزام الكويكبات؛ وترتيبه 15572 من حيث الاكتشاف.
اكتُشف هذا الجُرم الفلكي بواسطة بحث لنكولن عن الكويكبات القريبة من الأرض في 5 أبريل 2000.

## وصلات خارجية
- (15572) 2000 GH65 في قاعدة بيانات مختبر الدفع النفاث لأجرام النظام الشمسي الصغيرة

- الاكتشاف · مخطط المدار ·  العناصر المدارية · المعلمات المادية

- (15572) 2000 GH65 على موقع ويكي سكاي: DSS2, SDSS, GALEX, IRAS, Hydrogen α, X-Ray, Astrophoto, Sky Map, Articles and images